# Górnik Wałbrzych (koszykówka)

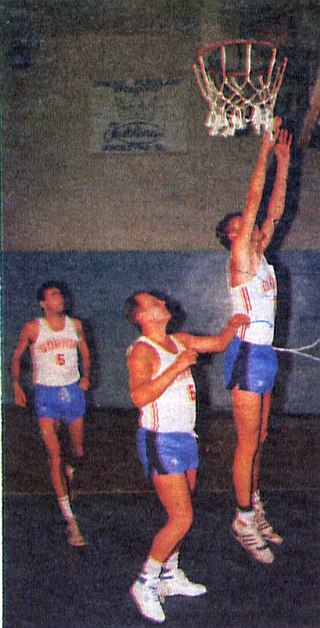
koszykarze Górnika w 1990

Sekcja koszykarska Górnika Wałbrzych istniała w Górniku od samego początku, tj. od 1946. W 1956 drużyna wywalczyła awans do II ligi, a w 1970 do najwyższej klasy rozgrywek. Potem spadła, ale na stałe powróciła do elity w 1977 Klub zawsze słynął z pracy z młodzieżą, czego efektem były liczne medale MP juniorów. Seniorzy pierwszy duży sukces odnieśli w roku 1981, zdobywając wicemistrzostwo. Rok później Górnik zdobył złoty medal. W 1983 znów "Biało-Niebiescy" zdobyli srebro i ponownie w 1986. Ostatni wielki sukces to mistrzostwo w 1988 Twórcą tamtych sukcesów byli przede wszystkim: trenerzy Jan Lewandowski i Ryszard Świątek i tacy zawodnicy jak: Jerzy Sterenga, Wojciech Krzykała, Stanisław Kiełbik, Mieczysław Młynarski, Jerzy Żywarski, Tadeusz Reschke. Jednak po tłustych latach 80. przyszły przemiany gospodarcze, m.in. załamanie wałbrzyskiego przemysłu górniczego. To natychmiast przełożyło się na sytuację klubu. Ogromne problemy finansowe spowodowały odłączenie się sekcji koszykarskiej. Tak powstał Jednosekcyjny Koszykarski Klub Sportowy "Górnik" Wałbrzych. Drużyna zaczęła się powoli odbudowywać i w sezonie 1994/95, mimo że w składzie byli wyłącznie Polacy, Górnik (pod nazwą "Śnieżka Aspro Świebodzice") zajął 4. miejsce w lidze. Po tym sezonie znów pojawiły się problemy finansowe i tym razem konieczne było wycofanie się z rozgrywek. Przez kolejne lata Górnik balansował między II a III ligą. W 2004 udało się awansować do I ligi (czyli w myśl nowych przepisów – drugiej klasy rozgrywkowej). W sezonie 2004/05, mimo słabego początku, po pokonaniu Siarki Tarnobrzeg wałbrzyszanie zakończyli rozgrywki na miejscach 9-12. Ten sam wynik powtórzyli w sezonie 2005/06. W kolejnym sezonie 2006/07 Górnik Wałbrzych zakończył sezon na 2. pozycji i zakwalifikował się do fazy play-off. Po wygranej w półfinale ze Sportino Inowrocław awansował do ekstraklasy. W sezonie 2007/08 klub zyskał sponsora tytularnego i zmienił swoją nazwę na Victoria Górnik Wałbrzych.
Po niespełna dwóch latach spędzonych w ekstraklasie drużyna w sezonie 2008/2009 z powodów finansowych nie ukończyła sezonu i spadła do I ligi. Z powodu dalszych problemów finansowych seniorzy Górnika wycofali się z rozgrywek po sezonie 2010/11, skupiając się na pracy z młodzieżą.
26 maja 2024 po 15 latach, drużyna z Wałbrzycha ponownie awansowała do Najwyższej ligi koszykówki w Polsce.

## Sukcesy
Seniorskie
- Sezony w I lidze/PLK (24): 1970/1971, 1972/1973, 1974/1975, 1976/1977-1994/1995, 2007/2008-2008/2009, 2024/2025
- Zwycięzca Pucharu Polski (1): 2024/25

- Finalista Pucharu Polski 1978/1979

- Mistrzostwo Polski (2): 1981/1982, 1987/1988
- Wicemistrzostwo Polski (3): 1980/1981, 1982/1983, 1985/1986
- Mistrz I ligi koszykówki mężczyzn: 2019/2020, 2023/2024
- Wicemistrz I ligi koszykówki mężczyzn (3): 2020/2021, 2021/2022, 2022/2023

Młodzieżowe
- Mistrzostwo Polski juniorów: 1979, 1980
- Wicemistrzostwo Polski juniorów: 2000
- Brąz mistrzostw Polski juniorów: 2003
- Czwarte miejsce mistrzostw Polski młodzików: 2011

## Nagrody i wyróżnienia
pl – mecz gwiazd – reprezentacja Polski vs gwiazdy PLK
| MVP sezonu - Mieczysław Młynarski (1981) - Arinze Chidom (sezon 2022/2023 1. ligi) Uczestnicy meczu gwiazd - Andrzej Adamek (1994) - Kris Clarkson (2008) - Adam Waczyński (2009, 2009-pl) - Kamil Chanas (2009-pl) Uczestnicy konkursu wsadów PLK - Kris Clarkson (2008) | I skład PLK - Mieczysław Młynarski (1979, 1980, 1981, 1982, 1983, 1984) - Stanisław Kiełbik (1983, 1984, 1988) - Tadeusz Reschke (1988) - Jerzy Żywarski (1989) I skład I ligi - Marcin Sterenga (2010) Uczestnicy konkursu rzutów za 3 punkty PLK - Roman Rutkowski (1995) |

## Statystyczni liderzy ligi
| Liderzy strzelców - Mieczysław Młynarski (1980, 1981, 1983, 1984) | Liderzy w zbiórkach - Ousmane Barro (2009) |

## Obcokrajowcy
Stan na 30 Lipiec 2024.
| - Jurij Piatnicki (1990/1991) - Dmitri Trusz (1990/1991, 1992/1993) - Plamen Deczew (1992/1992) - Rosen Morarow (1991–1993) - Oleg Pelesz (1993) - Eric Morgan (1993/1994) - Tadas Petravicius (1998–2000) - Igor Pachodnia (1999–2000) - Carlos Hines (2000) - Brian Tonkovich (2000/2001) - Walt Baxley (2007) - Kris Clarkson (2007/2008) - B.J. Spencer (2007) - Mike St. John (2007) - Tezale Archie (2007/2008) - Markus Carr (2007–2008) | - Kristijan Ercegović (2007–2009) - J.J. Montgomery (2007/2008) - Ime Oduok (2007–2008) - Ousmane Barro (2008/2009) - Damien Argrett (2008/2009) - Chad Barnes (2008/2009) - Howard Frier (2008) - Daryl Greene (2008/2009) - Arinze Chidom (2022/2023) - David Jackson (2023/2024) - Alterique Gilbert (2024/2025) - Toddrick Gotcher (2024/2025) - Ike Smith (2024/2025) - Joshua Patton (2024/2025) - Jānis Bērziņš (2024/2025) |

## Sezon 2024/2025[2]
| Nr | Poz. | Nar.              | Nazwisko i imię        | Data urodzenia | Wzrost | Masa ciała |
| -- | ---- | ----------------- | ---------------------- | -------------- | ------ | ---------- |
| 31 | PF   | Łotwa             | Bērziņš, Jānis         | 1993-05-04     | 201 cm |            |
| 21 | SF   | Polska            | Bojanowski, Maciej     | 1996-05-20     | 200 cm |            |
| 1  | PG   | Stany Zjednoczone | Gilbert, Alterique     | 1997-10-06     | 183 cm |            |
| 0  | SG   | Stany Zjednoczone | Gotcher, Toddrick      | 1993-03-14     | 192 cm |            |
| 55 | SG   | Polska            | Jakóbczyk, Krzysztof   | 1986-12-03     | 183 cm |            |
| 41 | PF   | Polska            | Kulka, Grzegorz        | 1996-04-04     | 205 cm |            |
| 24 | SG   | Polska            | Marchewka, Kacper      | 2002-07-24     | 192 cm |            |
| 2  | C    | Polska            | Niedźwiedzki, Piotr    | 1993-06-02     | 211 cm |            |
| 30 | C    | Stany Zjednoczone | Patton, Joshua         | 1997-03-07     | 203 cm |            |
| 3  | SG   | Stany Zjednoczone | Smith, Ikeon           | 1997-07-05     | 193 cm |            |
| 11 | PG   | Polska            | Wiśniewski, Aleksander | 2003-01-13     | 192 cm |            |
| 91 | C    | Polska            | Wyka, Dariusz          | 1991-12-03     | 209 cm |            |

Trener:  Andrzej Adamek
 Asystenci: Zoran Čarapić

## Sezon 2021/2022
| Nr | Poz. | Nar.   | Nazwisko i imię       | Data urodzenia | Wzrost | Masa ciała |
| -- | ---- | ------ | --------------------- | -------------- | ------ | ---------- |
| 16 | C    | Polska | Cechniak, Damian      | 1993-10-08     | 210 cm |            |
| 11 | C    | Polska | Niedźwiedzki, Piotr   | 1993-06-02     | 210 cm |            |
| 4  | PG   | Polska | Durski, Damian        | 1997-12-28     | 182 cm |            |
| 8  | SG   | Polska | Jakóbczyk, Krzysztof  | 1986-12-03     | 183 cm |            |
| 8  | SF   | Polska | Jeziorowski, Marcin   | 1997-01-14     | 188 cm |            |
| 55 | G    | Polska | Kruszczyński, Hubert  | 1995-07-31     | 187 cm |            |
| 3  | G    | Polska | Dymała, Marcin        | 1990-12-28     | 187 cm |            |
| 0  | PG   | Polska | Malesa, Jan           | 1999-10-27     | 187 cm |            |
| 15 | PF   | Polska | Ratajczak, Bartłomiej | 1991-06-06     | 197 cm |            |
| 1  | PG   | Polska | Zywert, Kamil         | 1996-02-24     | 185 cm |            |
| 14 | F    | Polska | Pabian, Hubert        | 1989-01-21     | 201 cm |            |

Trener:  Łukasz Grudniewski
 Asystenci: Maksym Papacz, Adrian Mroczek-Truskowski (do grudnia)

## Sezon 2020/2021[3]
| Nr | Poz. | Nar.   | Nazwisko i imię       | Data urodzenia | Wzrost | Masa ciała |
| -- | ---- | ------ | --------------------- | -------------- | ------ | ---------- |
| 16 | C    | Polska | Cechniak, Damian      | 1993-10-08     | 210 cm |            |
| 4  | PG   | Polska | Durski, Damian        | 1997-12-28     | 182 cm |            |
| 5  | SG   | Polska | Jakóbczyk, Krzysztof  | 1986-12-03     | 183 cm |            |
| 8  | SF   | Polska | Jeziorowski, Marcin   | 1997-01-14     | 188 cm |            |
| 11 | G/F  | Polska | Kamiński, Karol       | 1997-10-28     | 195 cm |            |
| 3  | G/F  | Polska | Koperski, Maciej      | 1999-03-26     | 190 cm |            |
| 0  | PG   | Polska | Malesa, Jan           | 1999-10-27     | 187 cm |            |
| 15 | PF   | Polska | Ratajczak, Bartłomiej | 1991-06-06     | 197 cm |            |
| 8  | SG   | Polska | Stankiewicz, Mateusz  | 2002-01-16     | 182 cm |            |
| 6  | PF   | Polska | Wróbel, Marcin        | 1987-12-25     | 200 cm |            |
| 17 | PG   | Polska | Zywert, Kamil         | 1996-02-24     | 185 cm |            |
| 9  | G/F  | Polska | Bojanowski, Maciej    | 1996-05-20     | 200 cm |            |
| 55 | G    | Polska | Ochońko, Tomasz       | 1986-08-29     | 183 cm |            |
| 14 | PG   | Polska | Makarczuk, Łukasz     | 2000-06-08     | 185 cm |            |
|    | C/F  | Polska | Podejko, Mateusz      | 2000-06-15     | 204 cm |            |

Trener:  Łukasz Grudniewski
 Asystenci: Maksym Papacz

## Sezon 2019/2020[4]
| Nr | Poz. | Nar.   | Nazwisko i imię       | Data urodzenia | Wzrost | Masa ciała |
| -- | ---- | ------ | --------------------- | -------------- | ------ | ---------- |
| 2  | C    | Polska | Cechniak, Damian      | 1993-10-08     | 208 cm |            |
| 4  | PG   | Polska | Durski, Damian        | 1997-12-28     | 182 cm |            |
| 7  | PG   | Polska | Glapiński, Rafał      | 1982-08-18     | 183 cm |            |
| 8  | SG   | Polska | Jakóbczyk, Krzysztof  | 1986-12-03     | 183 cm |            |
| 8  | SF   | Polska | Jeziorowski, Marcin   | 1997-01-14     | 188 cm |            |
| 5  | G/F  | Polska | Kamiński, Karol       | 1997-10-28     | 195 cm |            |
| 9  | G/F  | Polska | Koperski, Maciej      | 1999-03-26     | 190 cm |            |
| 14 | C    | Polska | Kulka, Grzegorz       | 1996-04-04     | 205 cm |            |
| 15 | PG   | Polska | Makarczuk, Łukasz     | 2000-06-08     | 185 cm |            |
| 0  | SF   | Polska | Pieloch, Damian       | 1989-02-16     | 195 cm |            |
|    | C/F  | Polska | Pieprzyk, Julian      | 2002-07-27     | 190 cm |            |
| 8  | C/F  | Polska | Podejko, Mateusz      | 2000-06-15     | 204 cm |            |
| 15 | PF   | Polska | Ratajczak, Bartłomiej | 1991-06-06     | 197 cm |            |
|    | SG   | Polska | Stankiewicz, Mateusz  | 2002-01-16     | 182 cm |            |
| 6  | PF   | Polska | Wróbel, Marcin        | 1987-12-25     | 200 cm |            |
| 1  | PG   | Polska | Zywert, Kamil         | 1996-02-24     | 185 cm |            |

Trener:  Łukasz Grudniewski

## Sezon 2008/09
Trener:
- Mieczysław Młynarski

Zarząd klubu:
- Artur Wylandowski – Prezes
- Arkadiusz Chlebda

| Numer | Imię i nazwisko    | Wzrost | Pozycja                           | Narodowość |
| ----- | ------------------ | ------ | --------------------------------- | ---------- |
| 44    | Damian Argrett     | 201 cm | skrzydłowy                        | USA        |
| 49    | Chad Barnes        | 189 cm | rzucający obrońca                 | USA        |
| 6     | Tomasz Zabłocki    | 202 cm | niski skrzydłowy/silny skrzydłowy | Polska     |
| 7     | Rafał Glapiński    | 183 cm | rozgrywający (KAPITAN)            | Polska     |
| 10    | Mateusz Bierwagen  | 196 cm | skrzydłowy                        | Polska     |
| 12    | Maciej Raczyński   | 186 cm | rozgrywający/obrońca              | Polska     |
| 23    | Adam Waczyński     | 195 cm | rozgrywający/skrzydłowy           | Polska     |
| 31    | Kristjan Ercegović | 208 cm | środkowy                          | Chorwacja  |
| 15    | Damian Pieloch     | 195 cm | niski skrzydłowy                  | Polska     |
| 49    | Kamil Chanas       | 188 cm | obrońca                           | Polska     |
|       | Howard Frier       | 193 cm | obrońca                           | USA        |
| 5     | Daryl Greene       | 185 cm | rozgrywający                      | USA        |

## Sezon 2007/08

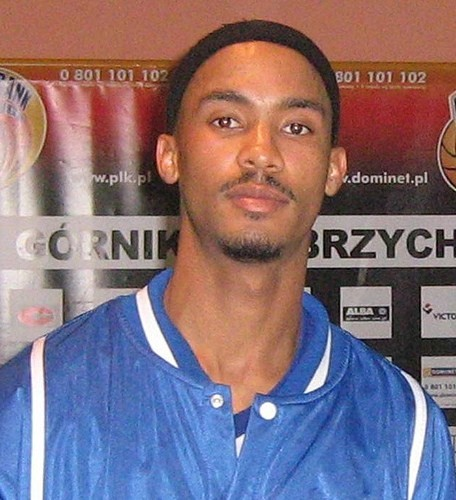
Archie Tezale

Trener:
- Radosław Czerniak

II trener:
- Mieczysław Młynarski

Dyrektor klubu:
- Janusz Kozłowicz

Zarząd klubu:
- Henryk Frąckowiak – Prezes
- Jarosław Juchniewicz
- Janusz Kozłowicz

| Numer | Imię i nazwisko       | Wzrost | Pozycja                           | Narodowość |
| ----- | --------------------- | ------ | --------------------------------- | ---------- |
| 4     | Michał Saran          | 195 cm | rzucający/niski skrzydłowy        | Polska     |
| 13    | Dawid Kończak         | 182 cm | rozgrywający                      | Polska     |
| 6     | Tomasz Zabłocki       | 202 cm | niski skrzydłowy/silny skrzydłowy | Polska     |
| 7     | Rafał Glapiński       | 183 cm | rozgrywający (KAPITAN)            | Polska     |
| 9     | Bartłomiej Józefowicz | 193 cm | rzucający                         | Polska     |
| 8     | Jeremy Montgomery     | 193 cm | rzucający                         | USA        |
| 11    | Adrian Czerwonka      | 194 cm | rzucający                         | Polska     |
| 14    | Łukasz Wichniarz      | 198 cm | niski skrzydłowy                  | Polska     |
| 20    | Jacek Dymarski        | 202 cm | silny skrzydłowy                  | Polska     |
| 31    | Kristjan Ercegović    | 208 cm | środkowy                          | Chorwacja  |
| 24    | Tezale Archie         | 184 cm | rozgrywający                      | USA        |
| 5     | Markus Carr           | 185 cm | rozgrywający/rzucający            | USA        |
| 15    | Damian Pieloch        | 195 cm | niski skrzydłowy                  | Polska     |
| 12    | Ime Oduok             | 200 cm | silny skrzydłowy                  | Nigeria    |

W trakcie sezonu odeszli:
| Imię i nazwisko | Wzrost | Pozycja                   | Narodowość | Data odejścia |
| --------------- | ------ | ------------------------- | ---------- | ------------- |
| Walt Baxley     | 190 cm | rzucający                 | USA        | 2007-12-29    |
| Kris Clarkson   | 202 cm | silny skrzydłowy/center   | USA        | 2008-03-10    |
| Marcin Kowalski | 180 cm | rozgrywający              | Polska     | 2008-01-11    |
| B.J. Spencer    | 193 cm | rzucający                 | USA        | 2007-11-10    |
| Mike St. John   | 202 cm | silny skrzydłowy/środkowy | USA        | 2007-12-29    |

## Sezon 2006/07
Trener:
- Radosław Czerniak

Dyrektor klubu:
- Janusz Kozłowicz

Zarząd klubu:
- Roman Ludwiczuk – Prezes
- Henryk Frąckowiak – Wiceprezes
- Jarosław Juchniewicz – Wiceprezes ds. młodzieżowych

| Numer | Imię i nazwisko       | Wzrost | Pozycja                        |
| ----- | --------------------- | ------ | ------------------------------ |
| 4     | Saran Michał          | 196 cm | skrzydłowy                     |
| 5     | Marcin Kowalski       | 182 cm | rozgrywający                   |
| 7     | Rafał Glapiński       | 182 cm | rozgrywający                   |
| 9     | Bartłomiej Józefowicz | 192 cm | skrzydłowy                     |
| 10    | Sławomir Nowak        | 199 cm | skrzydłowy                     |
| 11    | Adrian Czerwonka      | 196 cm | skrzydłowy                     |
| 13    | Wojciech Kukuczka     | 201 cm | skrzydłowy/center              |
| 14    | Marcin Stokłosa       | 188 cm | rozgrywający/obrońca (kapitan) |
| 15    | Marcin Salamonik      | 202 cm | skrzydłowy                     |
| 20    | Jacek Dymarski        | 201 cm | skrzydłowy/środkowy            |